# Skalka (Cheb)
Skalka (németül Stein) Cheb településrésze Csehországban a Karlovy Vary-i kerület Chebi járásában. Korábban önálló település.

## Fekvése
Csehország nyugati határvidékén, Chebtől 4 km-re északnyugatra, a Skalka-víztározó északi partján, 463 m tengerszint feletti magasságban fekszik.

## Története
Írott források elsőként 1299-ben említik. A víztározó által elárasztott területen feküdt egykori malma és papírgyára.

## Nevezetességek
- Várát a 14. században építették. Az építmény csupán romokban maradt fenn.
- Kőkeresztek 1467-ből és 1905-ből
- Kápolna
- Kedvelt üdülőhely, területén megközelítőleg 220 hétvégi ház található.

## Képtár

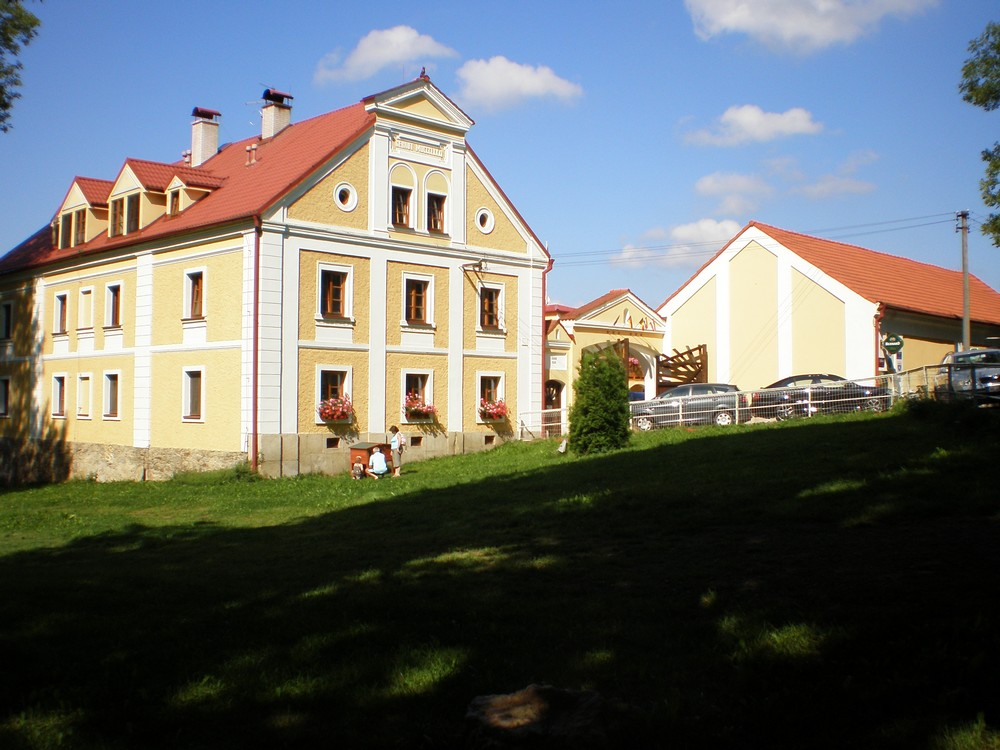
Vendégfogadó
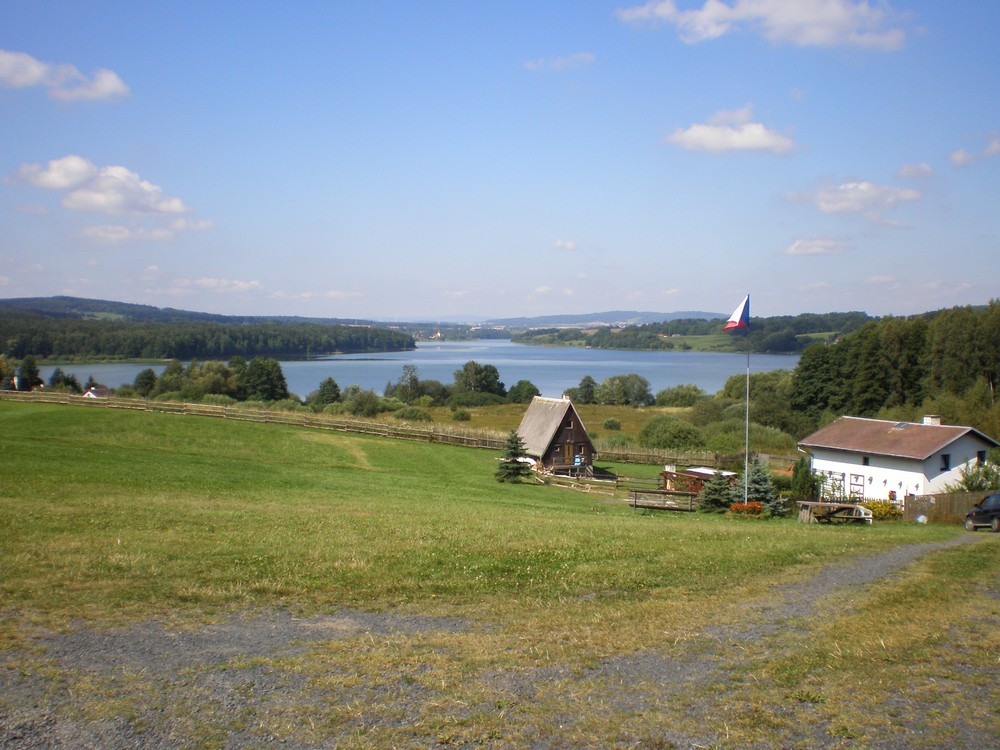
Skalka-víztározó

## Fordítás
- Ez a szócikk részben vagy egészben a Skalka (Cheb) című cseh Wikipédia-szócikk ezen változatának fordításán alapul.  Az eredeti cikk szerkesztőit annak laptörténete sorolja fel. Ez a jelzés csupán a megfogalmazás eredetét és a szerzői jogokat jelzi, nem szolgál a cikkben szereplő információk forrásmegjelöléseként.